# الدوري المغربي لكرة القدم 1977–78
الدوري المغربي لكرة القدم 1977-1978 هو الموسم 22 من البطولة الوطنية المغربية لكرة القدم. يتنافس خلاله 16 من أفضل الأندية الوطنية المغربية. توج بهذا الموسم فريق الوداد البيضاوي.